# Горфинкель, Израиль Шмерович
Израиль Шмерович Горфинкель (бел. Ізраіль Шмеровіч Гарфінкель; 11 февраля 1910, Варшава — 26 ноября 2006, Горки, Могилёвская область) — белорусский советский экономист, доктор экономических наук, профессор, заслуженный работник высшей школы БССР, почётный профессор Белорусской государственной сельскохозяйственной академии.

## Биография
Родился в еврейской семье, которая в 1912 году переехала в Горки Могилёвской губернии. Отец — Шмер Ильевич Горфинкель, участник Первой мировой войны, работал на Горецком лесопильном заводе, а мать, Хая Самуиловна Горфинкель — портнихой на дому. После окончания Горецкой школы 2-й ступени Израиль два года работал вместе с отцом и учился на вечерних подготовительных курсах при Белорусской сельскохозяйственной академии.
В 1931 году окончил экономический факультет Белорусской сельскохозяйственной академии и был направлен в распоряжение Наркомата земледелия БССР. Вначале молодой специалист был управляющим фермой «Курасовщина», а затем — старшим инспектором-экономистом спецотдела.
Затем учился в Белорусском научно- исследовательском колхозном институте, а затем в аспирантуре Московской сельскохозяйственной академии под руководством академика АН СССР, АН БССР и ВАСХНИЛ В. Р. Вильямса.
В 1936 году защитил кандидатскую диссертация и стал работать заведующим кафедрой организации социалистических сельскохозяйственных предприятий в Молотовском сельскохозяйственном институте (ныне — Пермской государственный аграрно-технический университет) и одновременно исполнял обязанности декана факультета.

## В годы Великой Отечественной войны
В 1942 году решением партийных органов Израиля Шмеровича назначают начальником политотдела Ординской МТС Молотовской (Пермской) области. В 1943 году Горфинкель был направлен в распоряжение Народного комиссариата обороны СССР, где служил начальником сельскохозяйственной группы штаба Московского военного округа.

## Преподавательская работа в Белорусской сельскохозяйственной академии
Горфинкель И. Ш. демобилизовался в декабре 1945 и сразу приехал в Горки. Здесь он узнал о том, что 6 октября 1941 года фашисты расстреляли его родителей вместе со всеми членами Горецкой еврейской общины.
В 1945 г. был избран на должность в заведующим кафедрой организации сельскохозяйственных предприятий, которую возглавлял до 1977 года. Кроме заведования кафедрой в 1948—1949 гг. возглавлял деканаты факультетов землеустройства и механизации сельского хозяйства, а в 1955—1963 гг. — деканат экономического факультета.
В 1967 году Горфинкель защитил в Ленинградском сельскохозяйственном институте диссертацию на соискание ученой степени доктора экономических наук на тему «Специализация и планирование структуры производства в колхозах БССР». Она была представлена в виде научного доклада, обобщающего его научные труды. Диссертация получила высокую оценку известных учёных аграрной науки СССР и БССР: академиков С. Г. Скоропанова, В. И. Шемпеля, С. Г. Колеснева, Н. А. Дорожкина и других. В 1969 году ВАК СССР присудил И. Ш. Горфинкелю степень доктора экономических наук.
Он автор многочисленных пособий по методике преподавания в высших учебных заведениях экономики и организации в сельскохозяйственном производстве. Под его руководством в Москве в 1982 году был опубликован «Практикум по экономике, организации и планированию сельскохозяйственного производства», а в 1997 году в соавторстве был издан учебник «Организация производства на сельскохозяйственных предприятиях». В 2000 году — учебное пособие «Научные основы организации производства на сельскохозяйственных предприятиях».

## Вклад в аграрно-экономическую науку
Кроме преподавания Горфинкель активно занимался разработкой организационно-хозяйственных планов крупных сельскохозяйственных предприятий, МТС, нормативного материала по планированию в сельскохозяйственных предприятиях. Значительная часть научных работ этого периода посвящена также вопросам обоснования севооборотов в сельскохозяйственных предприятиях, зон специализации сельского хозяйства БССР, разработке мероприятий по увеличению производства сельскохозяйственной продукции. В 60-е годы наряду с углублением изучением этих вопросов, большое внимание уделял методическим аспектам планирования и исчисления себестоимости сельскохозяйственной продукции, вопросам нормирования и оплаты труда, внедрению внутрихозяйственного расчета в крупных сельскохозяйственных предприятиях. Эти исследования были изложены в монографии, которая вышла двумя изданиями «Обоснование севооборотов в колхозах БССР» (1955—1958), а в 1965 году в монографии «Планирование структуры производства в колхозах». В монографии «Научно-педагогические школы БГСХА: история восхождения (к 170-летию академии)» отмечается, что в 1948—1949 гг. ученый доказал необходимость укрупнения мелких колхозов, в 1952—1954 гг. выступал за совершенствование порядка планирования в колхозах и совхозах.
Учёный опубликовал более 120 научных трудов общим объёмом 300 печатных листов в том числе 12 монографий и учебников.

## Взгляды учёного на развитие современного сельского хозяйства в России и Республике Беларусь
И. Ш. Горфинкель считал, что «У нас были неплохие достижения в сельском хозяйстве. Сегодня многие увлеклись рыночной экономикой. Однако не все понимают её сущность… Во многих странах земного шара применяются социально ориентированные рыночные отношения. Я сторонник такого подхода. В нашей стране многое делается, чтобы решать экономические вопросы таким же образом. И ещё. Многие видят решение проблем сельского хозяйства в реформировании форм собственности. Считаю, что здесь слишком много идеологии. Опыт других стран показывает, что ферма основана на семейном труде, и труд этот нелегкий. Дети и внуки фермеров не хотят наследовать такое „богатство“. Мелкие фермы невыгодны. Эффективно крупное производство. Но я не против поддержки фермерских хозяйств. Если человек любит, умеет и хочет самостоятельно работать на земле, почему бы его не поддержать. Только в сочетании крупных и мелких предприятий я вижу выход из проблем, которые мы сами себе создаём».

## Оценка научной деятельности И. Ш. Горфинкеля
Как отмечается на Белорусском экономический интернет-портал ekonomika.by, вклад И. Ш. Горфинкеля в экономическую науку состоит в том, что он «установил, что организация производства на сельскохозяйственных предприятиях — не сумма мер по наиболее рациональному использованию производственных ресурсов производства, а обеспечение деятельности предприятия как единой целостной системы, в которой все факторы производства сбалансированы и взаимосвязаны между собой в определённой соразмерности. Факторы производства действуют в комплексе, целеустремленно только при организации производства, которое выступает, как внутренняя упорядоченность и соразмерное объединение факторов в единую целостную систему для получения нужной конкурентоспособной продукции». «Основные направления научных исследований, — отмечается на портале, — были связаны с разработкой методик определения специализации сельскохозяйственных предприятий и установления объёма и структуры производства в них на перспективу. Разработана методика выявления сложившихся производственных типов хозяйств по территории страны. На основе этой методики выделены зоны специализации сельского хозяйства Беларуси, принятые для практической деятельности. Установлена методика определения объёма и структуры производства в сельскохозяйственных предприятиях на перспективу, обеспечивающая соразмерность и сбалансированность всех элементов сельскохозяйственного производства (земля, труд, средства производства)».

## Признание
- доктор экономических наук
- профессор
- заслуженный работник высшей школы БССР
- почётный профессор Белорусской государственной сельскоъозяйственной академии

## Награды
- орден Трудового Красного Знамени (1971)
- два ордена «Знак Почета» (1961, 1966)
- три Почетные грамоты Верховного Совета БССР
- 10 медалей СССР и Республики Беларусь

## Память
В память о И. Ш. Горфинкеле в учебном корпусе № 1 БГСХА установлена мемориальная доска.

## В сети
- Горфинкель Израиль Шмерович Выдающиеся выпускники// https://baa.by/facultet/ekfac/vipuskniki/
- Горфинкель Израиль Шмерович // https://ekonomika.by/rejting-populyarnosti/gorfinkel-izrail-shmerovich
- Ліўшыц, Уладзімір. «Я учился у Израиля Шмеровича Горфинкеля!»// https://horki.info/news/13971.html